# Sienai reneszánsz
Sienai reneszánsznak Siena 15. és 16. századi művészetét nevezik.
Siena Firenze fő vetélytársa volt, ugyanakkor jelentős művészeti központ a trecentóban. Bár a quattrocento művészete nem múlta felül a trecento ciklusokat, a sienai quattrocento művészete nem jelentéktelen. A művészek követték a hagyományokat, de odafigyeltek a firenzei újításokra is. A firenzeiek is foglalkoztattak sienaiakat és Sienába is hívtak firenzeieket.

## Quattrocento
A legjelentősebb művészeti vállalkozások a dóm padlóburkolatának elkészítése, a városháza (Palazzo Pubblico) díszítése, III. Sándor pápa kápolnája, a sienai kórház falfestményei és Fonte Gaia elkészítése voltak.

### Festészet
Kialakult a sajátosan sienai oltártípus. Ezt egy középső narratíva és a szárnyképeken egy-egy egész alakos szent képe jellemzi. A festők egyszerre követik a hagyományokat és kezdik alkalmazni a firenzei formanyelvet.
Jelentősebb festők:
- Taddeo di Bartelo (a 15. sz. első felében a város hivatalos festője)
- Sassetta
- Pietro di Giovanni d'Ambrogio
- Giovanni di Paolo (visszanyúlt a trecento és a bizánci hagyományhoz)
- Sano di Pietro (a 15. sz. közepén a város hivatalos festője)
- Matteo di Giovanni (Firenze felé orientálódott)
- Domenico di Bartolo
- Francesco di Giorgio
- Vecchietta